# Bangladesh Kommunistparti (Leninistisk)
Bangladesh kommunistparti (Leninistisk) var et politisk parti i Bangladesh. Det blev stiftet i Kolkata (tidligere Calcutta) i 1971, af flere små kommunistiske fraktioner. Amul Sen er partiets formand.
BKP(L) sagde selv at de ikke var loyale over for hverken Moskva eller Pekin. BKP(L) havde et tæt samarbejde med Indiens kommunistparti (marxistiskt).
I 1980 gik BKP(L) sammen med andre politiske grupper og dannede Bangladesh Arbejderparti.